# Aminoadipate aminotransférase
L’aminoadipate aminotransférase est une transférase qui catalyse la réaction :
L-α-aminoadipate + α-cétoglutarate  {\displaystyle \rightleftharpoons }  α-cétoadipate + L-glutamate.
Cette enzyme intervient dans la voie de l'α-aminoadipate de biosynthèse de la lysine, où elle participe à la conversion l'homoisocitrate en α-aminoadipate par addition d'un atome d'azote à partir du glutamate.